# Justin Sullivan

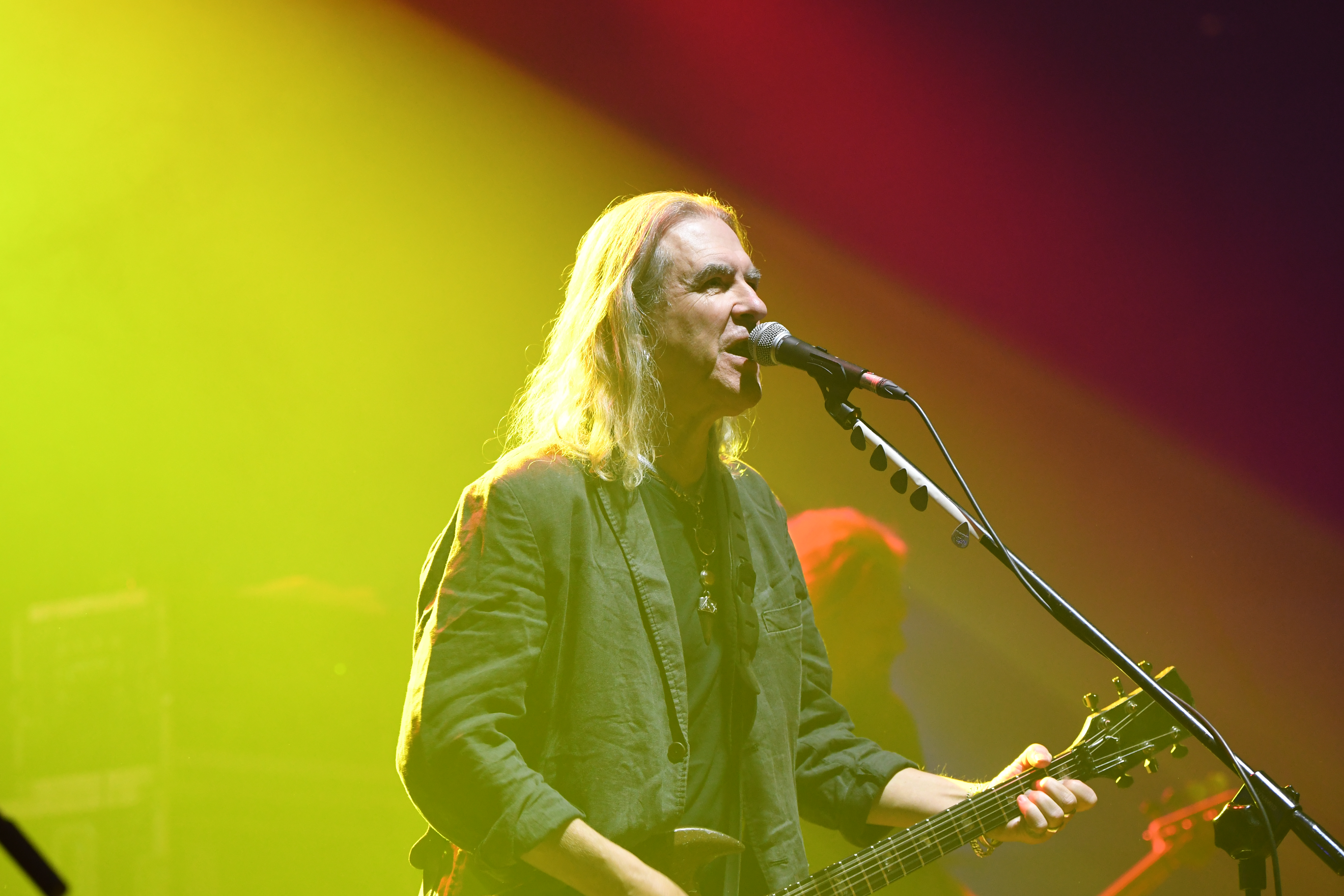
Justin Sullivan, 2023

Justin Sullivan (* 8. April 1956 in Jordans, Buckinghamshire) ist ein britischer Musiker. Er ist Gründungsmitglied, Leadsänger und Gitarrist der Rockband New Model Army.

## Leben
Sullivans Vater stammte aus Kanada, sein Großvater war der kanadische Schriftsteller Alan Sullivan.
Sullivan zog nach Abschluss der Schule nach London und arbeitete sechs Monate bei der London Underground. Mitte der 1970er Jahre arbeitete er ein Jahr lang in einem Jugendclub in Belfast. Dann zog er nach Bradford in der englischen Grafschaft West Yorkshire, um dort Friedensforschung zu studieren.
Dort lernte er Ende der 1970er Jahre den Bassisten Stuart Morrow kennen, mit dem er anschließend in verschiedenen Bands spielte. Eine dieser Bands war die vierköpfige Hustler Street Band. Nachdem die Sängerin diese Band verlassen hatte, benannten Sullivan, Morrow und der Schlagzeuger Phil Tompkins die Band 1980 um in New Model Army. Anfangs waren nur wenige Auftritte mit dieser Band geplant. Wegen der positiven Resonanz des Publikums blieb die Band bestehen.  
Sullivan lernte Ende der 1970er Jahre in Bradford auch seine langjährige Lebensgefährtin Joolz Denby kennen. Diese wurde die erste Managerin der Band New Model Army und hat die meisten Albumcover der Band entworfen.  
Sullivan trat zu Beginn seiner Karriere unter dem Pseudonym Slade the Leveller auf.
Neben New Model Army ist Sullivan auch Mitglied des Ensembles Red Sky Coven, das eine Mischung aus Folkmusik und Poesie präsentiert.
Sullivan komponierte zusammen mit Robert Heaton, früherer Schlagzeuger der Band New Model Army, die Musik für zwei EPs und das Studioalbum Hex von Joolz Denby.
Weiterhin ist Sullivan als Solokünstler präsent; sein Debütalbum Navigating by the Stars veröffentlichte er im Jahr 2003.
In den Jahren 2002 und 2003 ging er mit Dean White und Michael Dean von New Model Army auf eine ausgedehnte Semi-Akustik-Tour. Dabei wurden Songs der Band und Solostücke von Sullivan neu interpretiert.
2021 erschien das zweite Soloalbum Surrounded.
Sullivan bekennt sich politisch zu globalisierungskritischen und kapitalismuskritischen Positionen und sieht sich selbst spirituell als Anhänger des Paganismus.

## Diskografie
→ Siehe auch: Diskografie von New Model Army für weitere Veröffentlichungen Justin Sullivans.

### Alben
- 1995: Justin Sullivan & Dave Blomberg – Big Guitars in Little Europe (Live)
- 2003: Justin Sullivan – Navigating by the stars
- 2004: Justin Sullivan & Friends – Tales of the road (Album Live)
- 2021: Justin Sullivan – Surrounded

### Singles
- 2003: Justin Sullivan – Twilight Home
- 2003: Justin Sullivan – Ocean Rising (in zwei CD-Varianten)

### Kollaborationen
- 1997: Rev Hammer’s Freeborn John (als Gastmusiker)
- 1999: Red Sky Coven – Volumes 1 & 2
- 2001: Red Sky Coven – Volume 3
- 2009: Red Sky Coven – Volume 5

### Videos
- 2004/05: Justin Sullivan & Friends